# NJ9842

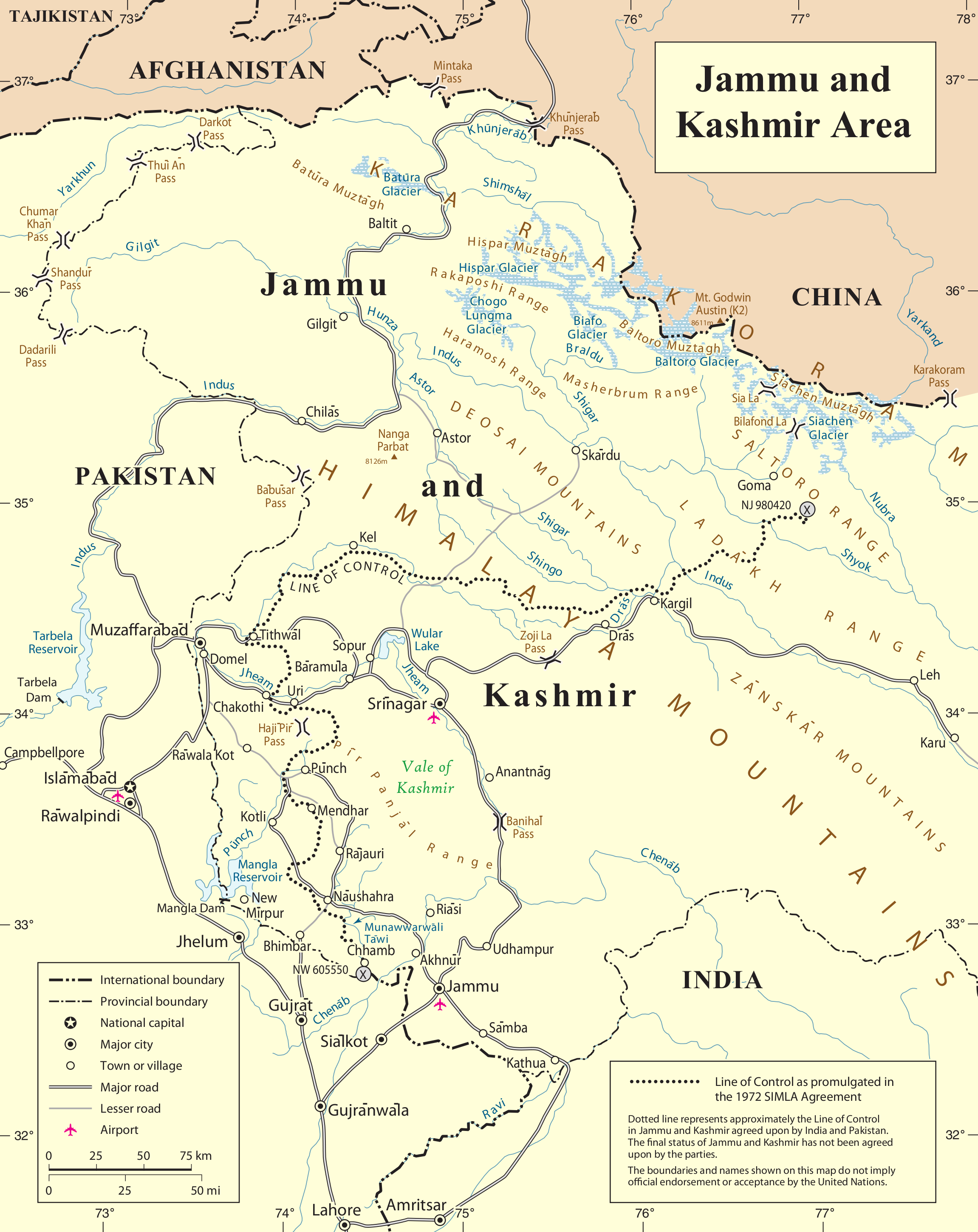
Carte de la région du Cachemire ; la ligne pointillée représente la Line of Control entre l'Inde et le Pakistan, qui se termine à l'est au point NJ9842 (ici indiqué comme NJ 980420).

NJ9842 (ou NJ980420) est le point le plus oriental de la ligne de contrôle, la ligne de cessez-le-feu entre l'Inde et le Pakistan.

## Description
Au Cachemire, aucune frontière formelle n'existe entre l'Inde et le Pakistan. Les limites entre les deux pays y résultent en grande partie de la Première Guerre indo-pakistanaise (1947-1948), une ligne de cessez-le-feu y étant établie, rectifiée après la Troisième guerre indo-pakistanaise (1971) et l'accord de Shimla. Cette ligne est connue sous le nom de Line of Control et constitue une frontière de facto, coupant le Cachemire en deux.
La Line of Control ne s'étend pas jusqu'à la limite orientale du Cachemire : le dernier point démarqué est le point NJ9842, après lequel la zone est élevé, accidenté et était mal connue. La ligne de cessez-le-feu est ensuite définie par les termes vagues « et de là vers le nord jusqu'aux glaciers ».
NJ9842 désigne un point de grille dans le système géodésique indien. Il est situé à l'est de la rivière Shyok, au pied des monts Saltoro. À l'est s'étend une zone glacée et fortement montagneuse, dont l'altitude varie entre 5 000 et 7 000 m d'altitude, occupée en partie par le glacier de Siachen.
L'absence de démarcation à l'est de NJ9842 a conduit à des différences d'interprétations entre les deux pays. En 1984, lors du conflit de Siachen, l'Inde a envahi le glacier qu'elle occupe depuis lors.